# 30 tháng 9
Ngày 30 tháng 9 là ngày thứ 273 (274 trong năm nhuận) trong lịch Gregory. Còn 92 ngày trong năm.

## [1]Sự kiện
- 1164 - Bang giao Lý-Tống: Nhân đoàn sứ thần nhà Lý do Doãn Tử Tư dẫn đầu sang kinh đô Lâm An, vua Trung Hoa lần đầu công nhận Việt Nam là một quốc gia, gọi là An Nam Quốc[2]. Theo các nguồn Việt sử lược và Tống sử, mùa xuân năm 1174 nhà Tống mới phong hiệu An Nam cho Đại Việt.[3][4]
- 1520 – Suleiman I đăng quang Sultan của Ottoman, đế quốc đạt đỉnh cao về quân sự, chính trị và kinh tế trong thời gian ông trị vì.
- 1745 – Chiến tranh Kế vị Áo: Quân Phổ giành chiến thắng trước quân Áo-Sachsen trong trận Soor.
- 1935 – Đập Hoover, nằm trên biên giới giữa hai bang Arizona và Nevada của Hoa Kỳ, được khánh thành.
- 1938 – Anh, Đức, Pháp, Ý ký kết Hiệp ước München, cho phép Đức chiếm đóng vùng Sudety của Tiệp Khắc.
- 1968 - Kết thúc cuộc tấn công đợt 3(17-8 đến 30-9) của Sự kiện Tết Mậu Thân hay còn gọi là Tổng công kích và nổi dậy Tết Mậu Thân 1968 tại Việt Nam
- 2005 – Nhật báo Đan Mạch Jyllands-Posten xuất bản một số biếm họa về Muhammad, gây ra nhiều kháng nghị từ thế giới Hồi giáo.
- 2009 – Một trận động đất xảy ra ở ngoài khơi đảo Sumatra của Indonesia, khiến 1.115 người thiệt mạng.
- 2022 - Nga sáp nhập 4 tỉnh Luhansk, Donetsk, Zaporizhzhia và Kherson trong bối cảnh xung đột Nga-Ukraina

## Sinh

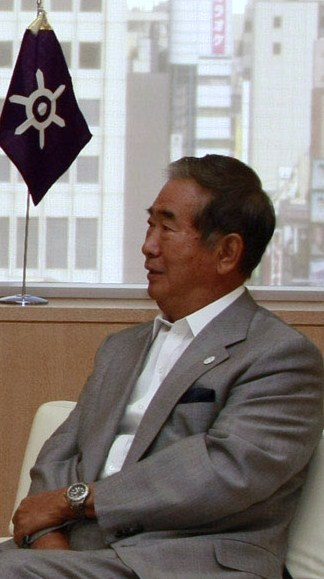
Shintaro Ishihara

- 1932 - Shintaro Ishihara, thống đốc thứ 33 của Tokyo (m. 2022)
- 1981 – Cecelia Ahern, Nữ nhà văn Ireland
- 1962 - Frank Rijkaard, cựu cầu thủ và huấn luyện viên bóng đá người Ý.
- 1982 – Lý Tiểu Lộ, nữ diễn viên Trung Quốc
- 1982 – Phương Anh, ca sĩ Việt Nam
- 1988 – Thu Quỳnh, diễn viên người Việt Nam
- 1989 – Bích Phương, ca sĩ  người Việt Nam

## Mất
- 420 – Jerome, Người dịch (Kinh Thánh) (s. 347)
- 1863 – Nguyễn Phúc Trinh Đức, phong hiệu An Trang Công chúa, công chúa con vua Minh Mạng (s. 1818)
- 1885 – Nguyễn Thị Xuyên, phong hiệu Nhị giai Thục phi, phi tần của vua Thiệu Trị (s. 1808)
- 1897 – Thánh Têrêsa thành Lisieux, nữ tu Công giáo, Tiến sĩ Hội thánh.
- 1988 – Trường Chinh, Tổng Bí thư của Đảng Cộng sản Việt Nam và Chủ tịch Hội đồng Nhà nước của Việt Nam (s. 1907)
- 2021 - Vũ Khiêu, là một học giả nghiên cứu về văn hóa Việt Nam. (s. 1916)

## Ngày lễ và kỷ niệm
- Lễ thánh Kitô giáo:
  - Thánh Grêgôriô Người khai sáng (Giáo hội Tông truyền Armenia)
  - Thánh Hônôriô Canterbury, tu sĩ người Ý trong đoàn truyền giáo biệt phái đến xứ Anh năm 597, về sau trở thành Tổng giám mục Canterbury.
  - Thánh Giêrônimô (Giáo hội Công giáo)
  - Lễ thánh thuộc các giáo hội Đông chính giáo
- Ngày Độc lập tại Botswana, ngày Botswana tuyên bố độc lập từ Đế quốc Anh.
- Ngày Hồi phục tại Canada
- Ngày quốc tế phiên dịch